# Nelaug (stacja kolejowa)
Nelaug – stacja kolejowa w Nelaug, w regionie Oppland w Norwegii, jest oddalona od Oslo o 281 km.

## Położenie
Jest końcową stacją linii Arendalsbanen. Leży na wysokości 129 m n.p.m.

## Ruch pasażerski
Stacja obsługuje bezpośrednie połączenia do Stavanger, Kristiansand i Oslo. 

## Obsługa pasażerów
Kasa biletowa, poczekalnie, telefon publiczny, ułatwienia dla niepełnosprawnych, parking na 10 miejsc, kiosk, kawiarnia, automatyczne skrytki bagażowe, przystanek autobusowy.